# Хрящ-молочник
Хрящ-молочник (Lactarius) — великий рід грибів родини сироїжкові, налічує близько 400 видів. 

## Опис
Характерною ознакою видів цього роду є наявність судиноподібних гіфів з молочним соком (латексом), який витікає при надломлюванні плодового тіла, особливо пластинок. Молочний сік у більшості видів їдкий або пекучо-їдкий на смак, у деяких видів — солодкий. 

## Практичне використання
Лише незначну кількість видів хрящів-молочників можна вживати в їжу (смажити, тушкувати) без попереднього відварювання. Більшість видів належать до умовно їстівних грибів, які можна вживати в їжу лише після відварювання протягом 15-20 хвилин та зливання відвару або після кількаденного вимочування з щоденною зміною води й наступного засолювання впродовж 1-1,5 місяця. Частина видів цього роду належить до неїстівних.

## Види
Рід включає близько 400 видів. Див. Список видів роду Хрящ-молочник.
Серед них:
- Хрящ-молочник звичайний
- Хрящ-молочник червоно-коричневий
- Хрящ-молочник перцевий
- Хрящ-молочник справжній
- Хрящ-молочник гірчак
- Хрящ-молочник оливково-чорний
- Хрящ-молочник груповий